# Ricardo Zunino
Ricardo Zunino, född 13 april 1949 i San Juan, är en argentinsk racerförare.

## Racingkarriär
Zunino började med racing i sportvagnar och standardvagnar hemma i Argentina. Han var framgångsrik vilket medförde att han fick möjlighet att i åka till Europa och tävla i Formel 2, där han körde en March-Hart för Euroracing 1977 och 1978. Det blev totalt åtta poäng.
I september året efter åkte Zunino till Montréal för att titta på Kanadas Grand Prix 1979. Det var den weekenden som Niki Lauda plötsligt bestämde sig för att lämna Brabham. Stallchefen Bernie Ecclestone grabbade då tag i Zunino som var på plats och dessutom hade testat för stallet tidigare. Zunino kvalificerade sig till loppet och slutade på sjunde plats, långt efter de främsta förarna. Han fick även köra i USA 1979 och stallet beslöt att behålla honom säsongen 1980. Zunino slutade sjua i hemmapremiären i Argentina 1980 men därefter gick det allt sämre varför han efter Frankrikes Grand Prix 1980 ersattes av mexikanen Hector Rebaque.
Säsongen 1981 fick Zunino köra i de två sydamerikanska loppen för Tyrrell men det blev ingen fortsättning. Han ersattes av den italienske föraren Michele Alboreto. Zunino tackade sedan nej till möjligheten att få köra för Ensign resten av året, eftersom han bedömde att bilen inte var tillräckligt bra. Året efter bröt Falklandskriget ut vilket betydde att han inte fick något möjlighet att köra alls.
Zunino är numera chef för den lokala turistorganisationen i staden Barreal.

## F1-karriär
| Säsong | Stall/Tillverkare | Poäng | Placering |
| ------ | ----------------- | ----- | --------- |
| 1979   | Brabham-Ford      | 0     | –         |
| 1980   | Brabham-Ford      | 0     | –         |
| 1981   | Tyrrell-Ford      | 0     | –         |